# Masque (album, Manfred Mann's Earth Band)
Masque je album skupiny Manfred Mann's Earth Band, vydané v roce 1987.
Podtitul alba je Písně a planety a uvádí některé části díla Gustava Holsta Planets Suite. Je završením původního projektu z roku 1973, který měl použít jako základ Holstovo dílo. Od záměru bylo nakonec upuštěno, protože skupina nebyla schopna získat oficiální povolení od Holstovy pozůstalosti, i když některé motivy koncepčního alba zabývající se solárním systémem byly použity na albu Solar Fire z roku 1973.

## Seznam skladeb

### Původní LP
Pořadí skladeb bylo v konečném stadiu výroby změněno. Na obalu a etiketě prvního vydání jsou uvedeny v následujícím pořadí:
Strana 1
1. "Sister Billies Bounce (including "Sister Sadie" & "Billies Bounce")" (Horace Silver, Charlie Parker, Maggie Ryder, Manfred Mann)
2. "Joybringer (from 'Jupiter')" (Gustav Holst, Mann, Mick Rogers, Chris Slade)
3. "What You Give Is What You Get (Start)" (Paul Weller)
4. "Planets Schmanets" (Mann)
5. "Geronimo's Cadillac" (Michael Martin Murphey)

Strana 2
1. "Billies Orno Bounce (including "Billies Bounce")" (Parker, Ryder, Mann)
2. "Telegram To Monica" (Denny Newman)
3. "The Hymn (from 'Jupiter')" (Mann, Rogers, John Lingwood)
4. "A Couple Of Mates (from 'Mars' & 'Saturn')" (Mann)
5. "Hymn (Reprise)" (Mann, Rogers, Lingwood)

Skutečné pořadí stop bylo na samolepce, která překrývala seznam vytisknutý na obalu, nebyli zde uvedeni autoři:
Strana 1
1. "Joybringer (from Jupiter)"
2. "Billies Orno Bounce (including "Billies Bounce")"
3. "What You Give Is What You Get (Start)"
4. "Rivers Run Dry"
5. "Planets Schmanets"
6. "Geronimo's Cadillac"

Strana 2
1. "Sister Billies Bounce (including "Sister Sadie" & "Billies Bounce")"
2. "Telegram To Monica"
3. "A Couple Of Mates (from Mars & Jupiter)"
4. "Neptune (Icebringer)"
5. "Hymn (from Jupiter)"
6. "We're Going Wrong"

### CD vydání
1. "Joybringer (from Jupiter)" (Gustav Holst, Manfred Mann, Mick Rogers, Chris Slade) – 2:28
2. "Sister Billy's Bounce (including "Sister Sadie" & "Billy's Bounce")" (Horace Silver, Charlie Parker, Maggie Ryder, Mann) – 2:16
3. "What You Give Is What You Get (Start)" (Paul Weller) – 2:34
4. "Telegram To Monica" (Denny Newman) – 5:37
5. "Billy's Orno Bounce (including "Billy's Bounce")" (Parker, Ryder, Mann) – 3:13
6. "A Couple Of Mates (from Mars & Jupiter)" (Mann) – 3:20
7. "Neptune (Icebringer)" (Mann, Rogers, John Lingwood) – 1:08
8. "Rivers Run Dry" (Rogers) – 3:04
9. "Hymn (from Jupiter)" (Mann, Rogers, Lingwood) – 3:58
10. "We're Going Wrong" (Jack Bruce, Pete Brown) – 4:00
11. "Planets Schmanets" (Mann) – 2:40
12. "Geronimo's Cadillac" (Michael Martin Murphey, Charles John Quarto) – 4:43

Bonusy (reedice 1999)
1. "Telegram To Monica" (alternate version) (Newman) – 3:12
2. "Joybringer" (extended version) (Holst, Mann, Rogers, Slade) – 3:20
3. "Geronimo's Cadillac" (7" single version) (Murphy, Quarto) – 2:58
4. "Geronimo's Cadillac" (12" single version) (Murphy, Quarto) – 5:32

## Obsazení
- Manfred Mann - klávesy
- Mick Rogers - kytara, zpěv
- John Lingwood - bicí

hostující hudebníci
- Maggie Ryder - zpěv
- Denny Newman - zpěv, baskytara na "Telegram to Monica"
- Frank Mead - saxofony
- Anthony Moore - programování na "What You Give Is What You Get"
- Byron Bird - trumpeta na "Billy's Bounce"
- Guy Barker - trumpeta na "Billy's Bounce"
- Mark Feltham - baskytara
- Durban Betancourt - baskytara
- Andy Pask - baskytara
- Linda Taylor - zpěv
- Tommy Willis - kytara
- Chris Batchelor - trumpeta
- Ian Porter - emulátor